# 中共中央东北军工作委员会
中共中央东北军工作委员会（简称“中工委”）是1936年初至1938年春期间，负责开展对东北军工作的中共中央机关。

## 历史
1935年11月，刚刚长征抵达陕北的中央红军和红十五军团发起直罗镇战役，全歼东北军一个师外加一个团，红军在陕北扎下根来。1935年11月，中国工农红军陕甘支队司令员彭德怀和政委毛泽东联署公布《告围攻陕甘苏区的各部队官长与士兵书》，提出只要东北军不打红军和陕甘苏区，红军便愿意和他们互派代表，订立抗日作战协定，组成抗日联军与国防政府；不论哪一派的军队，也不论从前有没有打过红军，都一律欢迎同他们联合起来共同抗日。1935年11月26日，毛泽东写信给在陕北苏区西南驻防的东北军第五十七军代军长董英斌劝其速与红军议和，呼吁联合一切可以联合的力量并孤立蒋介石张学良的“抗日反蒋”的策略，仍称张学良为“卖国贼”。1935年12月中共中央召开瓦窑堡会议，决定建设抗日民族統一戰線。随即成立中共中央联络局，李克农任局长。
1936年1月，原在榆林桥战役中被俘的东北军第六十七军团长高福源到东北军驻地甘泉劝降，被第六十七军军长王以哲得知后，1月8日在洛川见了高福源。张学良也亲自驾机到洛川与高福源谈话。王以哲、张学良对中共抗日主张表示赞成，张学良表示愿意亲自与中共方面全权代表就抗日问题进行商谈。为此，1936年1月16日中共中央派李克农随高福源前往洛川，1月19日与张学良会谈。从此中共与张学良方面开始了正式接触。1936年1月25日，毛泽东、周恩来、彭德怀、叶剑英、刘志丹等联名发表《红军为愿意同东北军联合抗日致东北军将士书》，表示愿意与东北军联合起来，组成国防政府和抗日联军，共同抗日，提议双方互派代表共同协商抗日的具体办法。1936年2月21日李克农一行4人再次前往洛川，李克农首先与东北军第六十七军军长王以哲会谈，达成了红军与第六十七军“互不侵犯、各守原防”“恢复红区与白区通商”等5项口头协议。3月4日下午15点至3月5日凌晨5点，李克农与张学良会谈，达成了红军与东北军建立电讯联系、中共派代表常驻西安等停止内战、共同抗日的初步协定。张学良提出，请毛泽东或周恩来为中共全权代表，到肤施（即延安）进一步会谈。3月5日张学良与李克农秘密会谈当天，驻洛川的第六十七军副官处的军统骨干刘宗汉就将李克农来洛川情況及达成的协议内容密报了军统局领导人戴笠，内容十分详尽、准确。戴笠“急电饬西北工作人员严密侦查，随时报告外”，兵立即报告了蒋介石，“附呈六十七军张贴之赤匪宣传品一纸”，内容是“铅印新闻纸单面《中国苏维埃政府中国共产党为抗日救国告全体同胞书》”。
1936年4月9日，应张学良的要求，周恩来代表中共中央来到肤施（延安），与张学良就国内形势和争取蒋介石参加抗日的可能性等问题交换了意见，对停止内战、组织国防政府和抗日联军的具体办法进行了讨论，初步订立了互不侵犯、互相帮助、互派代表、经济通商等协议。1936年5月12日周恩来与张学良在延安举行第二次会谈，确定了两军共同行动的大计划，让东北军依据蒋令堵击东征红军回师陕北，东北军进占延川等地的具体行动安排。为了争取东北军，中共准备有计划地让出一些地方，包括党中央所在地的瓦窑堡，让东北军来占领，使其好向蒋介石交差；后来瓦窑堡被陕北土著军阀高双成的第84师骑兵营抢占。1936年5月17日中央政治局常委会，决定撤销陕甘省委，成立陕甘宁省委和中央东北军工作委员会，周恩来任主任，叶剑英为副主任，李克农、朱理治（兼秘书长）、李涛和边章五等协助工作，主要任务是争取东北军停止内战、与红军联合抗日。中央东工委成立不到一个星期，5月23日中央政治局常委会专题研究东北军工作，会议听取朱理治报告后，张闻天、毛泽东、周恩来发言，总的精神是要在抗日问题上进一步接近东北军，争取东北军中的大多数；强调红军和东北军都是抗日的部队，中国人不打中国人；对东北军的政策不是瓦解它而是巩固它，要帮助东北军在内部成立抗日会、俱乐部等组织，以团结其左派，打击法西斯反动分子。
1936年6月，全国形势巨变：以“反蒋抗日”号召的两广事变暴发，华北宋哲元、山东韩复榘、四川刘湘等地方诸侯纷纷派代表到西安游说张学良；红二、六军团在川康边和红四方面军会师后，张国焘取消了第二中央，联合挥师北上抗日。中央东北军工作委员会拟定了《中央关于东北军工作的指导原则》共十条，1936年6月20日以中共中央名义批准实施，对争取东北军的工作方针、工作方法等作了明确指示，文件规定了对东北军的统战工作的基本策略，即“上层统一战线与下层统一战线同时并进与互相配合”同时并进。根据这一指示，红军部队和地方党政机关，都专门设立了争取东北军的工作机构：

（六）东北军中应该有共产党的小组与支部

　　在东北军中间，应该吸收最优秀的分子到共产党内来。东北军中凡愿意加入共产党的，我们必须加以必要的选择与考察，共产党的组织应该完全是秘密的，小组间暂时不发生横的关系。但共产党员的活动除党内生活外，应该完全是公开的。因为共产党员在东北军中的主要任务，就是组织与团结东北军中一切抗日救国的积极分子，使东北军成为一个坚强的抗日军队，他们在东北军中完全以抗日的积极分子的面目出现。在东北军的领导核心中，应该有共产党的精干的小组，以实现共产党在东北军中的一切策略与决定。共产党的组织愈有力量，则东北军亦愈是坚强。必须排斥共产党的发展会瓦解东北军的思想。

　　在每一〈个〉可能的条件之下，我们应该派出最好的同志到东北军内部去进行工作，并在里面发展党的组织。为了将来开展的形势，我们现在即应该培养与训练一批专门到东北军中去的干部。

所谓“下层统一战线”，即针对东北军中下级军官和士兵的统战。中共认为东北军内部的抗日情绪呈现“不平衡不一致”的特点：东北军诸多高级将领不愿意冒抗日风险；而大量的少壮派官兵对东北沦陷比较痛心，倾向“打回老家去”心态。中共据此判断“中下级官兵中间的抗日情绪是很高涨的，这就便利于我们抗日救国的宣传与活动”。下层统一战线采用“外面工作”与“内面工作”相结合的具体方法。“外面工作”主要是在两军驻防交接地带“利用我们的宣传品、喊话、谈话、联欢、慰劳、演剧等等方式，去影响东北军”，中共中央明确要求改变先前那种标语口号式的“高谈阔论使人厌烦的宣传”，要多多利用演剧等“普遍深入、通俗简明”的宣传鼓动方法。要“加紧最有把握方面的下层官兵工作”，使用各种文艺形式，“动员所有的我们的战斗员、游击队员、赤少队员、机关工作人员，同他们中下级官兵举行谈话、宣传、联欢、唱歌、演戏，把他们当作自家人，同他们各单位甚至一连、一排、一班进行瞒上不瞒下的协商，敷衍上级进攻命令，……这样把六十七军从政治上转变为可靠的抗日军”“内面工作”就是在东北军中建立中共党组织为基础“在东北军中创立坚强的领导的核心”，从而“使东北军的下层官兵在抗日救国的政治目标下团结起来，给东北军造成一个坚强的下层基础与推动的力量”，推动高级将领乃至于整个东北军成为抗日友军。周恩来亲自指导中央东北军工作委员会成立东北军工作干部训练班，并把在劳山战役、榆林桥战役、直罗镇战役中俘虏的东北军3个师的中下级军官120余人，集中在瓦窑堡开办学习班（即“白军军官连”），毛泽东、博古、邓颖超、彭德怀等中央领导亲自讲课，发路费送回东北军。东北军骑兵第6师第17团在西征战役中被全歼，教育后该团人马枪支全部送还东北军。中央和陕甘苏区直接间接参加对东北军工作的有李克农、朱理治、欧阳钦、曹力如、萧劲光、朱瑞、白坚、聂洪钧、潘振武、萧向荣、周桓等领导。中央东工委在安塞、延安设两个分工委，及安塞、枣园、牧丹川、富川、川口五个办事处，在陇东曲子镇、予旺堡、固原等地也设做东北军工作的机构。中共陕北省委成立了安塞东北军工作委员会，下设安塞、高桥川两个办事处，马文瑞兼任安塞办事处主任，白步洲任高桥川办事处主任。开办了安塞、高桥川两个市场，三天一集，动员群众卖给东北军粮食、柴草、蔬菜、肉类和其它农副产品，广泛开展了争取东北军的工作。白区党包括上海局、北方局都作了大量统战派遣工作。1936年6月，在天津的北方局批准在东北军内部秘密工作的党员组建“东北军工作委员会”（简称“东工委”）。书记刘澜波，组织委员孙达生、宣传委员苗浡然。下设群众组织党团成员孙达生、宋黎、张坦之。“东工委”发起者孙达生回忆，东工委直接由周恩来与李克农领导，前期核心主要是刘澜波、苗勃然、孙达生等早期潜伏在东北军的中共地下党员；“东工委”及地下党员“在东北军中完全以抗日的积极分子的面目出现”“组织与团结东北军中一切抗日救国的积极分子”“帮助东北军去发现、物色与教育一批东北军自己的勇敢积极的分子，使他们组织成为一个坚强的核心，经过它来推动整个东北军中抗日救国的工作”“在东北军中间，应该吸收最优秀的分子到共产党内来”
张学良与周恩来等人的会晤中表示“东北军有抗日情绪，但无组织，且求不到得力人材”，感叹“自己连教导团或随营学校都没有”。1936年6月末，在西安王曲地区，刘澜波、刘鼎等与张学良共同组织了以东北军和十七路军少壮派军官为主体的王曲军官训练团。名誉团长是蒋介石，实际团长张学良，副团长为杨虎城，在西安事变前办四期共计500余人。参训的少壮派军官“经张学良将军与刘澜波等人审定，其中多数人是从特别人事档案里选择出来的”，主要是“连长以上、团长以下的现任军官”，部分中共地下党员秘密参与其中。
1936年7月5日刘鼎到安塞，向张闻天、毛泽东、周恩来等中央领导汇报东北军内部的工作，中央认为在东北军内部师旅团的中高级军官的统战工作薄弱，应突击做工作。7月6日毛泽东致电在西征前线的彭德怀：“刘鼎来，布置了那边的工作，那边的工作大有希望。”叶剑英、朱理治二人留在陕北专门对东北军第六十七军“突击”宣传计划，派刘仲明专门做一〇七师的工作，马文瑞专门做鄜县一二九师（师长周福成）的工作，陕甘晋省委白区工作部副部长兼红二十九军政治部主任刘培植专门做一〇五师（张学良的卫队师，师长刘多荃）的工作，且一律设法随军行动。王以哲军长、刘多荃师长信守诺言，在陕甘苏区被严密封锁的情况下，从西安给红军购买运输了四十辆大卡车冬装。
1936年7月27日毛泽东在中共中央政治局会议讨论东北军工作委员会的工作问题时发言指出：

这个时期的工作委员会有很大的进步，可谓很好的模范。过去我们确定的工作方针是：第一，在西边建立根据地；第二，在东边开展游击战争；第三，建立联合战线。以后的工作方针还是这三条，但次序要变更，把建立联合战线放在第一位。对东北军，对杨虎城部队，对南京部队，都要建立工作委员会。建立联合战线的工作，应大家出马，不应关起门来。不仅注意上层，还应该抓紧中级的工作。红军的行动应配合这一工作。

1936年8月29日晚，西安发生“艳晚事件”——蒋介石下令逮捕刘澜波、孙达生、马绍周、栗又文。国民党陕西省党部调统室抓捕了宋黎、马绍周、关时润，押解途中被杨虎城的第十七路军拦截，杨虎城通知了张学良，张学良接回了宋黎，保护性逮捕了刘澜波、孙达生，派兵查抄了国民党陕西省党部。1936年9月中旬刘澜波出狱。
1936年8月底，中共中央决定地下党组织“东工委”由中央直接领导，派朱理治任中共中央驻东北军特派员到西安直接领导，刘澜波仍为东工委书记，增补邹鲁风、项乃光为巡视员，宋黎为“东工委”委员。
“东工委”领导下实际掌握了张、杨部的一些重要报刊：
- 东北军机关报《西京民报》，1936年9月“东工委”负责人宋黎安排地下党员、左翼新闻工作者张兆麟、陈翰伯任总编辑、副总编辑[27]
- 杨虎城第十七路军机关报《西北文化日报》，地下党员宋绮云任报社副社长兼总编辑[28]
- 东北军“抗日同志会”会刊《文化周报》，刘鼎安排地下党员、中央特科成员、左翼作家吴奚如为该报主编[29]
- 东北军第六十七军机关报《东望》月刊主编为地下党员王士达，受“东工委”负责人孙达生直接领导[30]
- 主张联共抗日的铅印小册子《活路》册子是“东工委”负责人刘澜波指示，由地下党员栗又文、孙达生以及左翼文化人高崇民合编[31]
- 地下党控制的王曲军官训练团和东北军学兵队，广泛学唱《义勇军进行曲》《开路先锋》《毕业歌》《大路歌》《松花江上》《打回老家去》《中国人不打中国人》等左翼歌曲[31]。张学良将《义勇军进行曲》指定为军官训练团的毕业歌曲，并认为：“这些歌对抗日教育很大，胜过讲课，大家都会唱了，影响也就大了。”[25]在东北军及十七路军中广泛传播左翼救亡文艺作是地下党的政治任务。[32]“教唱救亡歌曲更是东北军地下党普遍开展的工作”[33]，《松花江上》等歌曲达到了东北军士兵基本上人人会唱，

除了“东工委”系统，中共其他各组织还先后派遣大批党员、左翼文艺人士进入东北军工作，自成系统：
- 郭维城：上海左联成员。1934年7月受中央军委总政治部宣传部长李卓然派遣，任张学良的机要秘书。[34]
- 陈大戈、徐平羽（王为熊）分别为上海左联、北平学联成员，1936年3月受中央文化工作委員會派遣，到陕西省政府主席邵力子处工作。[35]
- 石夫（伍志刚）[36]、秦川[37]、王春[38]、谷牧[39]、吴振刚作为北平学联成员，受北平市委、北平学委派遣，到东北军学兵队工作。
- 北方左联盟员、左翼作家张寒晖受河北省委派遣，1936年8月到西安省立二中任教员，[40]套用了河北定县“寡妇哭坟”的曲调和声调创作了《松花江上》词曲，孙达生将之传到东北军学兵队，继而迅速传遍整个东北军乃至当地社会。左翼作家王林将《松花江上》寄给北方局领导人黄敬，黄敬转给北平学联歌咏队，这首歌迅速在大江南北传唱起来。西安事变后张寒晖任东北军政治部宣传科游艺股股长。[41]

1936年8月，中共中央指令左联全部解散，将广大左翼作家尽量投入统一战线。1936年9月1日，中共中央改变“抗日反蒋”的口号，采用“逼蒋抗日”的总方针。
9月，中共与东北军正式签订了《抗日救国协定》，双方正式结束敌对状态，共同结成反日联盟。张学良派东北军少壮派的应德田、孙铭九、苗剑秋建立了秘密政治组织“抗日同志会”，张学良为抗日同志会主席。9月东工委帮助张学良建立了“东北军学兵队”，负责人宋黎，“东工委”竭力帮助张学良改造东北军。据张学良卫队营营长孙铭九所说，学兵队前后三期共400多人，“队员大部分是从北京找来的，是通过中共地下组织秘密介绍来的积极抗日分子，其中有大学生、中学生和社会青年，很多人是参加过‘一二·九’运动和参加过‘民族解放先锋队’的队员，也有一小部分是共产党员”。
孙达生出狱后，与从上海被派到西安的徐明清接上组织关系，委派徐明清做东北军的家属工作，任东工委下属妇女支部书记。
1936年10月4日至11月5日，叶剑英在西安，做张学良、东北军的工作。
1936年10月19日鲁迅逝世。地下党安排西安市文化界教育界各统战团体举行了三次规模较大的鲁迅纪念活动，张学良、杨虎城敬送花圈表示支持。左翼文化人掌握的各类报刊大量刊载鲁迅逝世的消息和纪念文章。东北军学兵队于10月19日当天举行“追悼鲁迅先生逝世大会”，纷纷演讲缅怀鲁迅。
1936年11月中旬，刘澜波受“董道泉案”牵连，随黄显生赴河北的第五十三军；孙达生赴陕北；由组织部长项乃光接任书记，苗浡然接任组织部长，宋黎任宣传部长。
西安事变和平解决后，在陕西三原建立了红军联络站，不久红军联络站迁至西安市七贤庄一号院，改称红军联络处，是半公开的办事机构，大门外挂“国民革命军第十七路三十八军教导队通信训练班”的牌子，工作由叶剑英负总责，李克农、张文彬、李涛先后担任秘书长。
西安事变发生后，中共中央明确指示红军各部决不能趁火打劫，“坚持不收东北军（也包括十七路军）一人一枪一弹的原则”，拒绝收容主动要求加入红军的东北军部队。这使张学良杨虎城非常感动，认为红军是真正抗日的友军。
1937年二二事件发生后，周恩来、叶剑英派东工委书记刘澜波和党外人士卢广绩、燕庚奇去高陵，向劉多荃、繆澄流转达中共反对东北军少壮派杀害王以哲军长、坚决反对二二事件的立场，希望劉多荃、繆澄流以大局为重，停止对西安用兵，维护“三位一体”团结抗日的局面。中共把应德田、孙铭九等9名制造了二二事件的东北军少壮派转移到邠州，避免东北军的自相仇杀。
1937年3月间，东北军东调河南、安徽、江苏等地。1937年4月，朱理治在西安召开东工委总结会议，传达中央决定：项乃光任书记、高锦明任组织部长，伍志刚（吴山）任宣传部长，王西萍任委员，何天鹏任交通；刘澜波和宋黎撤离东北军，赴北平准备开展抗日军事斗争，北方局负责人柯庆施派刘澜波为东北特委（书记苏梅）上委书记，组建了“东北救亡总会”，宋黎为东北特委群委书记；成立东北军上层工作委员会，苗浡然为书记，解方、王再天、贾陶等任委员。。
抗日战争暴发后，由于东北军以军为单位分散在各战区，中共的东北军的工作从半公开转入秘密，1938年春撤销了东北军工作委员会，以军为单位建立秘密党组织，不发生横的关系，各自独立工作。
- 第五十一军工委书记项乃光/王西萍/解方，副书记兼组织部长刘培植。高级军官有军参谋长解方、军副官、参谋、第五战区第二路游击司令部参谋长王再天。受长江局、山东分局领导。
- 第五十七军工委书记曹建华（华诚一），委员张苏平、王振。成员有谷牧、伍志刚、郭维城、赵志刚等。1938年1月长江局指示，该军工委改为第111师工委。1939年改由山东分局领导。
- 第六十七军工委书记谢克东，委员冯启贤、王克功。受长江局领导。
- 第四十九军临时工委书记杨西光，委员赵天野、谢东屏，还有邹鲁风。受长江局领导。
- 第五十三军工委书记林铁（河北省委书记兼任），委员孙志远、郭峰等。团长吕正操。受河北省委领导。
- 骑兵第二军特支书记金凯/许光庭。周北峰。受红军总政治部直接领导。

1940年6月，因东北军地下党组织负责人项乃光被捕后投蒋，东北军中的党组织与党员全面暴露，解方等奉命紧急撤离回到各抗日根据地。

## 中工委与东工委的领导人
1936年5月成立中工委：
- 书记周恩来
- 副书记叶剑英
- 中共中央驻东北军特派员：朱理治（1936年8月至1937年3月），领导在东北军内部的党组织“东工委”，住在孙铭九的家里。[57]

东工委领导的重要领导人员：
- 刘澜波：1931年开始在东北军工作，任黄显声的秘书、1936年初任西北剿匪總司令部第四处（处长卢广绩）第一科科长
- 孙达生：1935年11月被杜重远推荐到东北军，在王以哲的第六十七军开展工作
- 苗浡然：1935年底以张学良身边的孙铭九的同乡好友身份，在东北军总部开展工作，发展了解方入党。
- 宋黎：一二九学生运动领袖、东北大学学生。分工负责宣传工作、东北军学兵队、《西京民报》和《东望》杂志党的工作负责人、兼任“东救”党支部书记、“西救”党团副书记[58]
- 栗又文：受中共北方联络局南汉宸派遣。
- 张坦之：东北大学毕业生，“东北特支”成员，1936年初由张希尧介绍到西安协助孙达生工作，任“东工委”通讯处负责人。1936年末调回北方局。
- 郭维城：东北大学毕业生,经东北大学秘书长推荐到张学良身边工作，任上尉科员、少校秘书，负责做记录、发布新闻等工作。1935年10月任机要秘书部门第三把手，兼管函电。接受东北军工委组织部长苗浡然。西安事变张学良在南京被扣押后，和赵绮霞（赵四小姐）把张学良和中共中央的来往密电（由赵绮霞亲译）和密码本全部销毁。[59]